# Autoroute Auckland Northern
L'autoroute Auckland Northern, connue localement sous le nom de Northern Motorway et historiquement sous le nom de Auckland–Waiwera Motorway, est une autoroute de la région d'Auckland en Nouvelle-Zélande qui relie le centre d'Auckland à Puhoi dans l'ancien district de Rodney via la côte des Hibiscus et North Shore City. Elle est un segment de la route nationale 1.
Elle fait 38 km de long et possède 15 jonctions. Jusqu'à la fin des années 1980, on l'associait à l'Auckland Harbour Bridge en tant que connexion entre le centre-ville et la North Shore, mais depuis 1994 l'autoroute a été prolongée jusqu'à Puhoi et est devenue le principal lien routier entre Auckland et les villes satellites de la côte des Hibiscus ainsi que le district de Rodney et la région du Northland.
C'est l'une des autoroutes les plus achanlandées du pays, avec environ 170 000 passages de véhicule par jour sur le Harbour Bridge en 2019.

## Route
La Northern Motorway débute près de Puhoi, dans l'ancien district de Rodney. Elle devient une route à quatre voies à la sortie du village puis passe sous Johnstone's Hill dans deux tunnels d'une longueur de 340 mètres.
La section initiale de 7 km est une route à péage automatique, aussi connue sous le nom de Northern Gateway Toll Road. Le péage électronique sans arrêt se fait à l'extrémité sud. À la première sortie, à l'ouest d'Orewa, l'autoroute devient sans péage.
Les prochains 17 kilomètres jusqu'à Albany traversent un secteur principal rural. Un échangeur autoroutier à Silverdale permet l'accès à la côte des Hibiscus, à la péninsule de Whangaparaoa ainsi qu'à la route urbaine 31, route alternative sans péage vers le nord. L'échangeur d'Orewa peut aussi être utilisé, mais il requiert de conduire à travers les zones résidentielles locales. Au sud de l'intersection, à Dairy Flat, se trouve la seule aire de service autoroutière et point de péage en argent pour les véhicules en direction nord.
L'autoroute descend ensuite vers les banlieues nord de North Shore City. Ce segment est incliné sur plusieurs kilomètres et des voies sont à la disposition des véhicules lourds entre la route Oteha Valley et la route Greville. L'autoroute poursuit en direction sud-est à travers les banlieues de North Shore, avec des sorties pour l'autoroute Upper Harbour, l'avenue Tristram, la route Northcote et la route Esmonde permettant l'accès aux différents quartiers. L'échangeur avec l'autoroute Upper Harbour est l'extrémité nord de la route Western Ring, laquelle offre une alternative autoroutière nord-sud autour d'Auckland.
À partir de la route Esmonde, l'autoroute tourne en direction sud-ouest pour suivre la côte nord de Waitemata Harbour jusqu'à Northcote Point, où elle traverse le Auckland Harbour Bridge. Le pont possède un système de voie réversible ce qui permet cinq voies en direction sud et trois voies en direction nord durant l'heure de pointe matinale et inversement cinq voies en direction nord et trois voies en direction sud durant l'heure de pointe du soir. Les deux directions sont séparées par une barrière amovible centrale.
À la sortie du pont, l'autoroute tourne nettement vers l'est en direction du centre ville d'Auckland. L'échangeur de la rue Fanshawe permet un accès à partie du nord du centre-ville. L'autoroute tourne ensuite vers le sud-est au-dessus du parc Victoria et se poursuit jusque dans la partie ouest du centre-ville avec une sortie à la rue Cook pour l'extrémité sud du centre-ville.
L'autoroute aboutie finalement au jonction autoroutes centrale d'Auckland (en).

## Liste des sorties
| Autorité territoriale et conseils locaux     | Location        | km                         | Sortie                                                                           | Destinations                                                                                       | Notes                                                                   |
| -------------------------------------------- | --------------- | -------------------------- | -------------------------------------------------------------------------------- | -------------------------------------------------------------------------------------------------- | ----------------------------------------------------------------------- |
| Auckland — Rodney Board                      | Puhoi           |                            |                                                                                  | Central Motorway Junctionroute Highway 1 — Warkworth, Whangarei                                    | Début de l'autoroute Début de la route à péage Northern Gateway         |
| Auckland — Rodney Board                      | Puhoi           | 388                        | Hibiscus Coast Highway — Auckland (via Waiwera)                                  | Sortie en direction sud et entrée en direction nord                                                |                                                                         |
| Auckland — Rodney Board                      | Puhoi           | Tunnels de Johnston's Hill |                                                                                  | |                                                                         |
| Auckland — Rodney/Hibiscus and Bays Boards   | Orewa           |                            | 394                                                                              | Grand Drive — Orewa                                                                                | Fin de la route à péage Northern Gateway                                |
| Auckland — Rodney/Hibiscus and Bays Boards   | Millwater       |                            | 396                                                                              | Wainui Road/Millwater Parkway — Millwater                                                          | Sortie en direction nord et entrée en direction sud; ouvert en mai 2015 |
| Auckland — Rodney/Hibiscus and Bays Boards   | Silverdale      | 398.0                      | 398                                                                              | Route urbaine 31 - Hibiscus Coast Highway — Silverdale                                             | Route sans péage au nord 36° 37′ 31″ S, 174° 39′ 46″ E                  |
| Auckland — Rodney/Hibiscus and Bays Boards   | Dairy Flat      | 401.9                      |                                                                                  | Aire de service de Dairy Flat                                                                      | Direction nord seulement 36° 39′ 34″ S, 174° 40′ 03″ E                  |
| Auckland — Upper Harbour Board               | Albany North    | 409.9                      | 410                                                                              | Route urbaine 29. Route Oteha Valley — North Harbour Stadium, Albany                               |                                                                         |
| Auckland — Upper Harbour Board               | Rosedale        | 411.8                      | 412                                                                              | Route urbaine 25. Route Greville/Albany Expressway — Browns Bay, Université Massey, Albany         | 36° 44′ 09″ S, 174° 43′ 05″ E                                           |
| Auckland — Upper Harbour Board               | Meadowood       | 414.0                      | 414                                                                              | SH 18 (en) (Upper Harbour Highway) — Greenhithe, Waitakere, Baie Mairangi                          | 36° 45′ 03″ S, 174° 43′ 34″ E                                           |
| Auckland — Kaipatiki/Devonport-Takapuna Ward | Forrest Hill    | 416.8                      | 417                                                                              | Route urbaine 21. Avenue Tristram — Parc Wairau, Wairau Valley, Glenfield, Forrest Hill            |                                                                         |
| Auckland — Kaipatiki/Devonport-Takapuna Ward | Northcote       | 418.8                      | 419                                                                              | Route Northcote — Northcote, Hôpital North Shore (en), Milford                                     |                                                                         |
| Auckland — Kaipatiki/Devonport-Takapuna Ward | Akoranga        | 420.3                      | 420                                                                              | Route urbaine 26. Route Esmonde — Takapuna, Devonport, université de technologie d'Auckland ou AUT |                                                                         |
| Auckland — Kaipatiki Board                   | Northcote       | 422.0                      | 421                                                                              | Route urbaine 27. Route Onewa — Northcote, Birkenhead                                              |                                                                         |
| Auckland — Kaipatiki Board                   | Northcote       | 422.9                      | 422                                                                              | Route Stafford                                                                                     | Sortie en direction nord seulement                                      |
| Auckland — Kaipatiki Board                   | Northcote Point | 423.2                      |                                                                                  | Auckland Harbour Bridge au-dessus de Waitemata Harbour                                             | 36° 49′ 50″ S, 174° 44′ 26″ E                                           |
| Auckland — Waitemata Board                   | Northcote Point | 423.2                      |                                                                                  | Auckland Harbour Bridge au-dessus de Waitemata Harbour                                             | 36° 49′ 50″ S, 174° 44′ 26″ E                                           |
| St Mary's Bay                                | 425.0           | 423                        | Route Shelly Beach — Ponsonby, Herne Bay                                         | Sortie en direction sud et entrée en direction nord                                                |                                                                         |
| Auckland CBD                                 | 426.2           | 424A                       | Route urbaine 6. Rue Fanshawe — Centre-ville (nord)                              | Sortie en direction sud et entrée en direction nord                                                |                                                                         |
| Auckland CBD                                 | 426.6           |                            | Tunnel du parc Victoria (direction nord) Viaduc du parc Victoria (direction sud) | 36° 50′ 49″ S, 174° 45′ 11″ E                                                                      |                                                                         |
| Auckland CBD                                 | 427.0           | 424B                       | Rue Cook — Centre-ville (sud)                                                    | Sortie en direction sud et entrée en direction nord (via Rue Wellington)                           |                                                                         |
| Auckland CBD                                 | 427.2           | 424C                       | SH 16 (en) est (Northwestern Motorway (en)) — Port                               | Sortie en direction sud et entrée en direction nord                                                |                                                                         |
| Auckland CBD                                 | 427.2           | 424D                       | SH 16 (en) ouest (Northwestern Motorway (en)) — Waitakere, Helensville           | Sortie en direction sud et entrée en direction nord                                                |                                                                         |
| Auckland CBD                                 | 427.0           |                            | SH 1 sud (Auckland Southern Motorway (en)) — Manukau, Hamilton                   | Fin de l'autoroute                                                                                 |                                                                         |

- [6] le kilométrage redescend à partir du début de l'autoroute Southern.

## Référence
- (en) Cet article est partiellement ou en totalité issu de l’article de Wikipédia en anglais intitulé « Auckland Northern Motorway » (voir la liste des auteurs).

1. ↑  « The next harbour crossing: road and rail, or just rail », The New Zealand Herald,‎ 9 mars 2019 (lire en ligne, consulté le 11 avril 2019)
2. ↑  « Auckland Governance Arrangements: Maps relating to Determinations of Wards, Local Boards and Boundaries for Auckland » [archive du 2 juin 2010], sur Local Government Commission, mars 2010 (consulté le 10 juillet 2010)
3. ↑  « State Highway Traffic Volumes - Data Booklet 2005-2009 - New Zealand Transport Agency » (consulté le 11 juillet 2010)
4. ↑  Anne Gibson, « New motorway interchange will ease access for 10,000 Millwater residents », The New Zealand Herald,‎ 11 mai 2015 (lire en ligne, consulté le 1er juin 2015)
5. ↑  km
6. ↑  km